# Alraune
Alraune (mandrágora en alemán) es una novela del escritor alemán Hanns Heinz Ewers publicada en 1911. Es también  el nombre de la protagonista.

## Leyenda
La base de la historia de Alraune data de la Edad Media en Alemania. La raíz de mandrágora o Mandragora officinarum, con forma humanoide, se creía ampliamente que era producido por el semen de los ejecutados en la horca.
Los alquimistas afirmaban que los hombres ahorcados eyaculaban (por los últimos espasmos y contracciones del cuerpo) y que la tierra absorbía sus "fuerzas" finales. En algunas versiones, es la sangre en lugar de semen. La raíz misma fue utilizada en filtros de amor y pociones, mientras que sus frutos se suponía que debían facilitar el embarazo. Se decía que las brujas que "hacían el amor" a la raíz de mandrágora  producían descendencia que no tenía sentimientos de amor real y no tenía alma. 

## Ficción
La novela se aparta del mito, concentrándose en las cuestiones de la inseminación artificial y la individualidad: la genética versus el ambiente. Un científico, el profesor Jakob ten Brinken, interesado en las leyes de la herencia, impregna una prostituta en un laboratorio con el semen de un asesino ahorcado. La prostituta concibe una niña que no tiene ningún concepto del amor, a quien el profesor adopta. La niña, Alraune, sufre de sexualidad obsesiva y relaciones perversas  durante toda su vida. Ella se entera de su origen no natural y se venga a sí misma contra el profesor.

## Mito y Folclore
La Alraune es un tipo de monstruo que vive en regiones boscosas y tiene la forma de una bella mujer envuelta con los pétalos de una flor gigante. Normalmente no se mueven mucho del sitio donde habitan, ellas usualmente capturan a sus presas mediante la emisión de una dulce fragancia que atrae a los hombres que la huelan. Esta fragancia proviene de un fluido corporal llamado “Nectar de Alraune”, el cual es un efectivo y poderoso afrodisíaco, que no solo es usado para atraer a sus presas, sino que también es atesorado por otros monstruos o bestias, en especial las “Abejas Mieleras” que generalmente atacan al Alraune, para obtener un poco.
El Alraune usa sus cepas para apresar a cualquier hombre que se le acerque, y entonces inicia con el intercambio sexual para extraer el semen de la presa.
Durante la temporada invernal la alraune cierra sus pétalos y no los abre hasta la primavera.

## Adaptaciones fílmicas
Ha habido una serie de películas basadas en el mito y la novela de Alraune. 
- 1918 - Alraune, una película de 80 minutos de Hungría, que ahora se cree perdida
- 1918 - Alraune, die Henkerstochter, genannt morir Hanne memoria, una película de 88 minutos alemana dirigida por Eugen Illés
- 1928 - Alraune, también conocido como Unholy Love, un 125 minutos en blanco y negro, versión alemana en silencio, dirigida por Henrik (Heinrich) Galeen. Está protagonizada por Brigitte Helm como Alraune y Paul Wegener como el científico Prof. Jakob ten Brinken. Utiliza la novela y es considerado por la crítica como la versión definitiva de Alraune. Cuando esta película fue mostrada por primera vez en Gran Bretaña, los censores eliminaron los detalles de los orígenes de la mujer, con lo que la historia y las motivaciones resultaron confusas para el público británico.
- 1930 - Alraune, también conocida como La Hija del Mal, una versión alemana de 103 minutos en blanco y negro  dirigida por Richard Oswald, y de nuevo protagonizada por Brigitte Helm como Alma Raune (Alraune). Esta es la versión sonora de la película anterior.
- 1952 - Alraune, o Lo Antinatural, una versión en blanco y negro alemana dirigida por Arthur Maria Rabenalt. Esta tuvo un elenco de estrellas, incluyendo la alemana Hildegard Knef como Alraune y Erich von Stroheim como el científico.
- 1998 - 2004 - Alraune, una serie de libros en blanco y negro de Tony Greis.  Los libros de historietas se apartan significativamente de la novela. El personaje principal es maldito y tiene que vivir como si fuera  Alraune hasta que pueda encontrar una manera de salir de debajo de la maldición.

Varias películas han mostrado la influencia del tema Alraune: 
- Embriones (1976)
- La trilogía de la especie: Especies (1995), Especies II (1998) y Especies III (2004)

En el anime también se ha manejado el tema Alraune, pues en la serie Saint Seiya: The Hades Chapter Inferno existe un espectro llamado Queen de Alraune.
Del mismo modo, en varios videojuegos se muestra a Alraune. Por ejemplo en la saga Castlevania toma forma de una mujer dentro de una rosa blanca que toma color rojo al absorber la sangre. La traducción incorrecta del juego hace que su nombre sea Alura Une (Alraune Romanizado). En algunos casos se la llama semilla de venus (Venus weed)
En Bayonetta 2 es un jefe importante dentro de Inferno. Se representa como un demonio femenino con motivos florales y de espinas. También se indica en el libro de los demonios con los títulos de "Whisperer of Dementia" y "Whisperer of Insanity", que sería Susurradora de Demencia y Locura, esto posiblemente como referencia a las leyendas de que al escuchar el llanto de una mandrágora, ésta podía provocar ambas cosas en la persona que la escuchara.
- Datos: Q2302824